# Cour d'appel de Lyon
La cour d'appel de Lyon connaît des affaires venant des tribunaux de son ressort qui s'étend sur les départements de l'Ain, de la Loire et du Rhône.
Elle siège au palais de justice historique de Lyon, de style néo-classique, situé Place Duquaire dans le cinquième arrondissement de Lyon.

## Organisation

### Premiers présidents
- 1827-1829 : Pierre-Prudent de Vandeuvre-Bazile

- 1975-1981 : Marcel Caratini[1],[2]
- 1981-1983 : François Caillier[2]
- 1983-1987 : Jean Chouleur[3]
- 1988-1996 : André Oriol[3]
- 1996-2001 : Jean-Claude Girousse
- 2002-2007 : Pierre Vittaz
- 2008-2014 : Jean Trotel[4]
- 2014-2017 : Bruno Pireyre[5]
- 2017-2022 : Régis Vanhasbrouck (d)
- depuis 2022 : Catherine Pautrat[6]

### Procureurs généraux
- 1963-1973 : Fernand Davenas

[...]
- 1984-1988 : Pierre Truche
- 1988-1992 : Jean Reygrobellet
- 1992-1996 : Jean-Louis Nadal
- 1996-2004 : François Falletti
- 2004-2011 : Jean-Olivier Viout
- 2011-2014 : Jacques Beaume
- 2014-2021 : Sylvie Moisson
- 2021-2024 : Fabienne Klein-Donati[7]
- Depuis 2024 : Anne Kostomaroff

## Tribunaux du ressort
| -     | 5 tribunaux judiciaires         | 10 tribunaux de proximité                      | 5 conseils de prud'hommes       | 5 tribunaux de commerce         |
| ----- | ------------------------------- | ---------------------------------------------- | ------------------------------- | ------------------------------- |
| Ain   | - Bourg-en-Bresse               | - Belley - Bourg-en-Bresse - Nantua - Trévoux  | - Bourg-en-Bresse               | - Bourg-en-Bresse               |
| Loire | - Roanne - Saint-Étienne        | - Montbrison - Roanne - Saint-Étienne          | - Roanne - Saint-Étienne        | - Roanne - Saint-Étienne        |
| Rhône | - Lyon - Villefranche-sur-Saône | - Lyon - Villefranche-sur-Saône - Villeurbanne | - Lyon - Villefranche-sur-Saône | - Lyon - Villefranche-sur-Saône |